# ドクター林の健康げらげらクリニック
ドクター林の健康げらげらクリニック（ドクターはやしのけんこうげらげらクリニック）はコミュニティFM放送局かつしかFMにて放送している、医師でマルチタレントのドクター林がパーソナリティを務める番組である。映像付きのインターネット放送を実施し、録画したものがYouTubeでも配信されている。2014年6月27日放送分で、かつしかFMでの放送を終了し、同年7月19日からはインターネット放送局・ワロップ放送局へ移籍したが、2017年5月7日からかつしかFMでの放送を再び開始した。

## 概要
番組名のげらげらは「笑いは免疫力を高める！」をテーマに誰にでも分かりやすく、簡単に健康についての話を紹介する。
放送開始当初はドクター林と女性アシスタントのAV女優が進行のもと、ゲストに若手お笑い芸人を招き、放送されていた。2012年2月には、番組構成をリニューアルした。
その後は、ドクター林と親しいプロレスラーや、交遊のある演歌歌手などをゲストに招き、ドクター林とゲストによるウィットに富んだ軽妙な
トーク番組にリニューアル。番組の末期は木曽さんちゅうを招きダブルMCとなる。

## パーソナリティー
- ドクター林

### 過去のアシスタント
- 友田彩也香、吉乃すみれ（2011年7月〜2012年2月）
- 木曽さんちゅう（Wコロン）（2014年5月16日〜2014年6月27日）

## ゲスト出演者

### プロレスラー
- 4代目タイガーマスク、中西学、永田裕志、ブル中野、小林邦昭
- 柿本風香、阿部幸江
- 中西学、征矢学、吉江豊、宮原健斗、宮本和志
- NOSAWA論外、ウルティモ・ドラゴン
- KENSO、AKIRA
- 安田忠夫、浜亮太、金村キンタロー、HAYABUSA
- 大谷晋二郎、渕正信、菊タロー、タイガー戸口
- 神風、高岩竜一、菅原拓也、崔領二、ジョージ高野ほか

### 落語家・漫才師・お笑い芸人
- 昔昔亭A太郎、立川三四楼
- β（ベータ）、少林寺健康クラブ、インドのリンゴスター、山口組の永田修
- ぼっけもん、ココロエ、バイソン田村、ぼぼぼ吉田誉
- みゅーじしゃん、10円ビーム、エタ＆ヒニン、ジュニアマーカスと小さいおじさん
- おーたに、門出ピーチクパーチク、パンダ西口
- 千葉チューセッツ、カッパ巻き、全国の佐藤さん、銀座ジュエリー”マイク”マキ
- イロドリライト、まもるんるん、ばってん多摩川、桂文字助ほか

### 歌手・俳優
- フォーリーブス、青江ひとみ、笠智衆、JUMI、千花有黄、ふじのみさ、美咲有里、鈴鈴（RingRing）、満腹亭味井津ほか

### その他
- 山中伊知郎、カメレオンマン、宮澤ミッシェル
- タイガー服部、シンペー、ロッシー小川、ほか

## 放送時間更改履歴
※表記がないものはかつしかFMにて放送
- 2011年7月 - 2013年6月　毎週金曜日 20:00- 21:00
- 2013年7月 - 2014年3月　毎週水曜日 20:00- 21:00
- 2014年4月 - 2014年6月　毎週金曜日 20:00- 21:00
- 2014年7月 - 2017年4月　毎週土曜日 16:00- 16:30（インターネット放送局・ワロップ放送局にて放送）
- 2017年5月 - 　毎週日曜日 21:00- 22:00